# Thiacidas nigroscripta
Thiacidas nigroscripta là một loài bướm đêm trong họ Noctuidae.